# Maxi López
Pour les articles homonymes, voir López.
Maximiliano Gastón López,  plus couramment appelé Maxi Lopez, est un footballeur argentin né le 3 avril 1984 à Buenos Aires. Il possède également la nationalité italienne,.

## Biographie
Maxi "Nazo" López commence le football sous les couleurs du club d'Estrella de Maldonado. Rapidement, il s'engage avec River Plate et commence son ascension vers l'équipe première qu'il atteint à 17 ans.
Il réalise ses premiers faits d'armes footballistiques dans l'équipe des moins de 17 ans d'Argentine lors du tournoi sud-américain 2001. Il forme le duo d'attaque en compagnie de Carlos Tévez lors de cette compétition et pendant le mondial de la catégorie disputé la même année à Trinité-et-Tobago. 
Ramón Díaz le fait débuter avec les professionnels de CA River Plate parmi lesquels Maxi se fait rapidement une place. Il fait oublier aux supporters le départ de Fernando Cavenaghi vers le Spartak Moscou.
Après avoir gagné le tournoi de clôture 2004 dans les rangs de River, Maxi s'engage avec le FC Barcelone à l'hiver 2005 pour six millions d'euros et pour combler l'absence d'Henrik Larsson, blessé pour plusieurs mois. Le recrutement est facilité par le fait que Maxi possède un passeport européen grâce à ses origines italiennes.
À peine arrivé en Catalogne, Maxi marque un des deux buts de la victoire contre le Chelsea FC lors du match aller des huitièmes de finale de la Ligue des champions en montrant à quel point son énorme puissance physique était importante. Avantage néanmoins insuffisant pour la qualification (défaite 4 à 2 au retour).
Lors de la saison 2006-2007, après l'arrivée de l'attaquant islandais Eidur Gudjonhsen, il est prêté au RCD Majorque. Il finit la saison avec 3 buts en 29 parties de Liga puis retourne au FC Barcelone.
Il signe au FK Moscou à la fin de la saison 2006-2007 pour la somme de 2 millions d'euros. En deux saisons, il marque 9 buts en 22 matchs de championnat et figure dans les papiers de Calcio Catane, Chievo Vérone, Genoa CFC, Ajax Amsterdam et VfL Wolfsburg pour un éventuel transfert. 
En février 2009, il s'engage au Gremio Porto Alegre sous forme de prêt.
En janvier 2010, il s'engage pour 3 millions d'euros et pour un salaire de 800 000 euros par saison à 
Catane. L'attaquant est sous contrat jusqu'en juin 2013. 
Il débute en Série A le 30 janvier 2010 face à l'Udinese. La partie suivante, il ouvre le score contre la Lazio Rome. À l'issue de la saison, il inscrit 11 buts en 17 apparitions.
Lors de la saison 2010-2011, il marque 8 buts en 35 matchs de championnat.
Le 18 décembre 2011, il inscrit un but contre Palerme.
Le 27 janvier 2012, il est prêté 6 mois avec une option d'achat au Milan AC. Il joue son premier match avec Milan le 1er février 2012 face à la Lazio de Rome en remplacement de Mark van Bommel.
Le 11 février 2012, il marque son premier but avec Milan et est l'auteur d'une passe décisive pour Stephan El Shaarawy en fin de match face à l'Udinese.
Le 10 juillet 2012, il est prêté à la Sampdoria pour une saison.
En janvier 2014, il est de nouveau prêté à la Sampdoria.
Via son compte Instagram, l'attaquant argentin officialise son départ à la retraite le 29 juillet 2021.
En avril 2025, Maxi Lopez rachète, par le biais de sa société, 40% du FC Paradiso. Un club Suisse pensionnaire de 3ème division. Cette arrivée marque le début d’un «partenariat stratégique» qui pourrait bien transformer l’avenir du club tessinois.

## Statistiques
| Saison              | Club          | Division | Pays      | Championnat         | Coupes nationales | Coupes continentales |
| ------------------- | ------------- | -------- | --------- | ------------------- | ----------------- | -------------------- |
| 2001 - 2002         | River Plate   | Div.1    | Argentine | 17 matchs / 1 but   | -                 | 2 matchs             |
| 2002 - 2003         | River Plate   | Div.1    | Argentine | 6 matchs / 1 but    | -                 | 1 match              |
| 2003 - 2004         | River Plate   | Div.1    | Argentine | 17 matchs / 6 buts  | -                 | 9 matchs / 2 buts    |
| 2004                | River Plate   | Div.1    | Argentine | 16 matchs / 5 buts  | -                 | 2 matchs / 1 but     |
| janvier-juin 2005   | FC Barcelone  | Div.1    | Espagne   | 8 matchs            | -                 | 2 matchs / 1 but     |
| 2005 - 2006         | FC Barcelone  | Div.1    | Espagne   | 6 matchs            | 2 match / 1 but   | 1 match              |
| 2006 - 2007         | RCD Majorque  | Div.1    | Espagne   | 29 matchs / 3 buts  | 2 match / 2 buts  | -                    |
| août-décembre 2007  | FK Moscou     | Div.1    | Russie    | 9 matchs / 6 buts   | 1 match           |                      |
| 2008                | FK Moscou     | Div.1    | Russie    | 13 matchs / 3 buts  | 1 match           | 1 match              |
| 2009                | Grêmio        | Div.1    | Brésil    | 32 matchs / 13 buts | -                 | 9 matchs / 4 buts    |
| janvier-juin 2010   | Catane        | Div.1    | Italie    | 17 matchs / 11 buts | -                 | -                    |
| 2010 - 2011         | Catane        | Div.1    | Italie    | 35 matchs / 8 buts  | 2 matchs / 2 buts | -                    |
| 2011 - janvier 2012 | Catane        | Div.1    | Italie    | 14 matchs / 3 buts  | 2 matchs / 2 buts | -                    |
| janvier-juin 2012   | Milan AC      | Div.1    | Italie    | 8 matchs / 1 but    | 2 matchs / 1 but  | 1 match              |
| 2012-2013           | Sampdoria     | Div.1    | Italie    | 17 matchs / 4 buts  | 1 match / 1 but   | -                    |
| 2013-janvier 2014   | Catane        | Div.1    | Italie    | 12 matchs / 1 but   | 1 match           | -                    |
| janvier-juin 2014   | Sampdoria     | Div.1    | Italie    | 11 matchs / 1 but   | -                 | -                    |
| 2014-janvier 2015   | Chievo Vérone | Div.1    | Italie    | 13 matchs / 1 but   | 1 match           | -                    |
| janvier-juin 2015   | Torino FC     | Div.1    | Italie    | 18 matchs / 8 buts  | 1 match           | 4 matchs / 3 buts    |
| 2015-2016           | Torino FC     | Div.1    | Italie    | 26 matchs / 4 buts  | 3 matchs / 2 buts | -                    |

## Palmarès
| Année              | Titre                               | Club         | Pays      |
| 2002, 2003 et 2004 | Champion d'Argentine (clôture)      | River Plate  | Argentine |
| 2005 et 2006       | Champion d'Espagne                  | FC Barcelone | Espagne   |
| 2006               | Vainqueur de la Ligue des champions | FC Barcelone | Espagne   |
| 2003               | Finaliste de la Copa Sudamericana   | River Plate  | Argentine |
| 2012               | Vice-champion d'Italie              | Milan AC     | Italie    |

| Année | Titre                                          | Sélection         |
| 2003  | Champion d'Amérique du Sud des moins de 20 ans | Argentine -20 ans |
| 2003  | Vainqueur des Jeux panaméricains               | Argentine -20 ans |

## Vie privée
López a été marié à la mannequin argentine Wanda Nara de 2008 à 2013. Le couple a trois enfants, Valentino Gastón (né en 2009), Constantino (né en 2010) et Benedicto (né en 2012). Nara et López se sont séparés après la révélation d'une liaison entre Nara et l'ancien coéquipier de López à la Sampdoria, Mauro Icardi. Nara et Icardi se sont ensuite mariés en 2014. Cette histoire a provoqué une importante discorde entre les deux sportifs et Nara.